# Charlie Hodge
Charles Edward "Charlie" Hodge, född 28 juli 1933, död 16 april 2016, var en kanadensisk professionell ishockeymålvakt som tillbringade 13 säsonger i den nordamerikanska ishockeyligan National Hockey League (NHL), där han spelade för Montreal Canadiens, California Seals, Oakland Seals, Detroit Red Wings och Vancouver Canucks. Han släppte in i genomsnitt 2,70 mål per match och hade 24 nollor (match utan insläppt mål) på 358 grundspelsmatcher.
Hodge spelade också för Seattle Americans och Vancouver Canucks i Western Hockey League (WHL); Buffalo Bisons, Providence Reds, Rochester Americans och As de Québec i American Hockey League (AHL) samt Cincinnati Mohawks i International Hockey League (IHL).
Han vann Stanley Cup med Montreal Canadiens för säsongerna 1955–1956, 1957–1958, 1958–1959, 1959–1960, 1964–1965 och 1965–1966. Hodge blev också utsedd till NHL:s bästa målvakt för säsongerna 1963–1964 och 1965–1966, den senare delades tillsammans med lagkamraten Gump Worsley.
Efter sin aktiva spelarkarriär arbetade han bland annat som ishockeytränare för Vancouver Nats i Western Canada Hockey League (WCHL) och Bellingham Blazers i British Columbia Junior Hockey League (BCJHL). Hodge blev senare talangscout för Winnipeg Jets (1979–1985), Pittsburgh Penguins (1989–2006) och Tampa Bay Lightning (2006–2011). Han var även med om att vinna Stanley Cup med Pittsburgh Penguins för säsongerna 1990–1991 och 1991–1992.